# Karakash

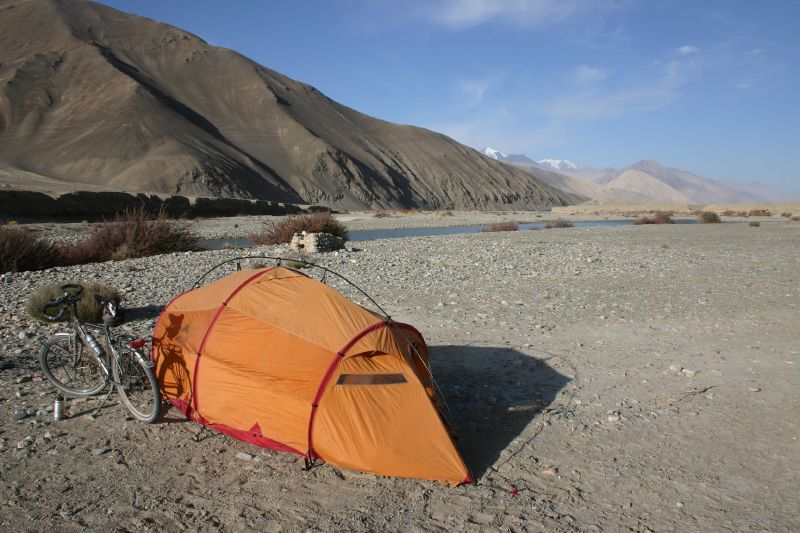
Il fiume Karakash

Il fiume Karakash o Karakax (cinese:黑玉河; pinyin: Hēiyù hé) è un fiume che scorre nello Xinjiang (Cina), e in parte nella regione contesa dell'Aksai Chin.

## Descrizione
Il fiume nasce vicino a Sumde, sui pendii settentrionali della catena montuosa del Karakorum nell'Aksai Chin, Kashmir. Scorre verso nord fino a Sumnal, per poi girare dolcemente verso nord-est (attraversando le pianure Soda) fin quasi a Palong Karpo, dove si dirige a nord-ovest entrando nello Xinjiang. Attraversa le città di Sumgal, Fotash, Gulbashem, fino a raggiungere Xaidulla.
Qui il fiume vira di nuovo verso nord-est e, dopo essere passato da Ali Nazar, attraversa i monti Kunlun vicino al passo Sanju, passando ad est di Khotan e correndo parallelo al fiume Yurungkash col quale si unisce vicino a Koxlax (circa 200 km a nord di Khotan). Da qui parte verso nord col nome di fiume Khotan, oltrepassando Piqanlik e, stagionalmente, il deserto, unendosi poi al fiume Tarim.
Il fiume Karakash è famoso per la sua giada bianca e verde (nefrite) trasportata come ciottoli di fiume verso Khotan, proprio come il vicino fiume Yurungkash. Questo fiume di giada è dovuto all'erosione dei depositi montani di cui il più famoso è quello nei pressi di Gulbashen, nello Xinjiang sud-occidentale (ex Turkestan cinese).
La valle del Karakash era anche una rotta per carovane che viaggiavano da nord a sud tra Yarkand (Cina) e Leh oltre il passo Karakorum, nel distretto di Leh del Ladakh.